# Dexter: pecado original
Dexter: pecado original (en inglés: Dexter: Original Sin) es una serie de televisión estadounidense de drama criminal misterio creada por Clyde Phillips para Paramount+. Una precuela de la serie de televisión Dexter (2006–13), la historia marco de la serie ve al justiciero asesino en serie Dexter Morgan recordando su juventud, a partir de 1991, quince años antes de la primera temporada de Dexter.

## Reparto y personajes

### Principales
- Patrick Gibson como Dexter Morgan, un pasante forense recientemente contratado en el Departamento de Policía Metropolitana de Miami
- Christian Slater como Harry Morgan, el padre adoptivo de Dexter
- Molly Brown como Debra Morgan, la hermana menor adoptiva de Dexter e hija de Harry
- Christina Milian como María LaGuerta, la primera detective de homicidios en el Departamento de Policía Metropolitana de Miami
- James Martinez como Angel Batista, un detective colega que trabaja junto a Harry en el Departamento de Policía Metropolitana de Miami
- Alex Shimizu como Vince Masuka, un analista forense en el Departamento de Policía Metropolitana de Miami
- Reno Wilson como Bobby Watt, el compañero de la división de homicidios de Harry en Departamento de Policía Metropolitana de Miami
- Patrick Dempsey como Aaron Spencer, el capitán de la división de homicidios del Departamento de Policía Metropolitana de Miami y un asesino en serie en secreto que tiene como objetivo a los hijos de los funcionarios de la ciudad.
- Michael C. Hall como narrador de la voz interior de Dexter Morgan

### Estrella invitada especial
- Sarah Michelle Gellar como Tanya Martin, la jefe forense de la división de homicidios del Departamento de Policía Metropolitana de Miami y jefa de Dexter

### Recurrentes
- Brittany Allen como Laura Moser, la madre biológica de Dexter en flashbacks
- Raquel Justice como Sofia Rivera, la mejor amiga de Debra y el interés amoroso de Dexter
- Jeff Daniel Phillips como Levi Reed
- Sarah Kinsey como Camilla Figg, una empleada de registros en el Departamento de Policía Metropolitana de Miami
- Jasper Lewis como Doris Morgan, la madre adoptiva de Dexter y la madre biológica de Debra en flashbacks
- Aaron Jennings como Clark Sanders
- Roberto Sanchez como Tony Ferrer
- Eli Sherman como Dexter niño
- Carlo Mendez como Hector Estrada
- Randy Gonzalez como Santos Jimenez
- Isaac Gonzalez Rossi como Gio Martino
- Amanda Brooks como Becca Spencer, la ex mujer de Aaron
- London Thatcher como Nicky Spencer, hijo de Aaron y Becca
- Roby Attal como Brian Moser, hermano biológico de Dexter
  - Xander Mateo coprotagoniza como el joven Brian en flashbacks

### Guest
- Joe Pantoliano como Mad Dog, un sicario
- Nick Santucci como joven Miguel Prado

## Episodios
| N.º | Título                                                        | Dirigido por    | Escrito por                                                                               | Fecha de emisión original |
| --- | ------------------------------------------------------------- | --------------- | ----------------------------------------------------------------------------------------- | ------------------------- |
| 1 | «And in the Beginning...» «Y al principio...»                 | Michael Lehmann | Clyde Phillips                                                                            | 13 de diciembre de 2024   |
| Tras recibir un disparo de Harrison, Dexter Morgan revive mientras ve cómo su vida se le escapa. Un joven Dexter está haciendo prácticas como cirujano y está a punto de graduarse. En una feria, Dexter observa un puesto con Vince Masuka, lo que despierta su interés. Dexter asiste a una fiesta de graduación con su hermana Debra. Un joven emborracha a Debra y la lleva a su habitación para aprovecharse de ella; Dexter lo deja inconsciente, y él y Debra son expulsados de la fiesta. Al regresar, su padre Harry está despierto, preocupado por ellos; años atrás, Harry perdió a su hijo ahogado por descuido. Mientras caza, Dexter le cuenta a Harry que matar animales no es suficiente y lo que ocurrió en la fiesta, lo que le provoca un infarto y es hospitalizado. Dexter descubre que la medicación que le da la enfermera lo está matando; Harry deja que Dexter la mate. Dexter mata a Mary, la enfermera, siendo su primera víctima; usa un lago con caimanes para hacerla desaparecer. Harry se recupera y sale del hospital, y Dexter se gradúa. Dexter le dice a Harry que matar a Mary le hizo sentir bien, y Harry rompe a llorar. Dexter empieza a trabajar para el Departamento de Policía Metropolitana de Miami. |                                                               |                 |                                                                                           |                           |
| 2 | «Kid in a Candy Store» «Como un niño en una tienda de dulces» | Michael Lehmann | Katrina Mathewson y Tanner Bean                                                           | 20 de diciembre de 2024   |
| En el pasado, Harry y Bobby Watt son asignados al caso de Héctor Estrada. Arrestaron a Joe y Laura Moser, quienes traficaban cocaína. Cuando Joe se niega, Harry convierte a Laura en su informante para el caso. Tras la muerte de Harry Jr., Doris Morgan y Harry intentan tener otro hijo. En el presente, en un lugar desconocido, un niño es secuestrado por un hombre enmascarado y le cortan un dedo; el dedo es recibido por Miami Metro. Dexter comienza a trabajar para Masuka y es enviado a la escena de un crimen. Dexter les cuenta su hipótesis a sus colegas, pero se ríen de él amistosamente. Dexter siente que ha hecho amigos por primera vez durante una comida. Debra se enoja con Harry por pasar demasiado tiempo con Dexter en comparación con ella. Dexter, más normal, Harry le pide a Angel Batista que lo saque de noche mientras Dexter busca asesinos libres en los archivos para matarlos. Por la noche, Batista lleva a Dexter a un club, donde le cuenta sobre un usurero que deja sin nada y mata a quienes les presta. Así, Dexter consigue su siguiente víctima gracias a Batista, Tony Ferrer. |                                                               |                 |                                                                                           |                           |
| 3 | «Miami Vice»                                                  | Monica Raymund  | Safura Fadavi                                                                             | 20 de diciembre de 2024   |
| Hace años, Harry induce a Laura a acercarse a Estrada. Tras el éxito de la operación, Laura le ofrece sexo a Harry, pero él lo rechaza. En el presente, el capitán Aaron Spencer hace pública la desaparición de Jimmy Powell, convirtiendo el caso en una prioridad para el departamento de policía. María LaGuerta llega como recién llegada al departamento de homicidios para llenar los vacíos en las soluciones del departamento, para gran reticencia de Spencer. Dexter comienza a observar a Ferrer y reúne pruebas para matarlo. Dexter, con la ayuda de Masuka, obtiene una identidad falsa para ver a Ferrer. Dexter descubre que Sofía Rivera, amiga de Debra, tiene los aretes que él guardaba como trofeos. Dexter va a un partido de jai alai para ver a Ferrer; Ferrer le da un préstamo. Dexter cocina una receta parecida a la cocaína para Debra, y ella lo ayuda a comprar unos aretes para Sofía y recuperar los otros. Ferrer amenaza a Dexter si no le entrega el dinero en un día, y Dexter reúne pruebas para matarlo. Harry se ofrece a estar presente cuando lo haga, pero Dexter se niega. Dexter incapacita a Ferrer; a pesar de sus súplicas, Dexter lo mata y lo arroja al pantano con los caimanes.                |                                                               |                 |                                                                                           |                           |
| 4 | «Fender Bender» «Pequeño accidente»                           | Monica Raymund  | Nick Zayas                                                                                | 27 de diciembre de 2024   |
| Años antes, Harry cuida a los hijos de Laura, Brian Moser y Dexter, para apoyar el caso Estrada; Harry comienza a encariñarse con Dexter. Cuando Laura regresa, ella y Harry tienen relaciones sexuales. En el presente, Powell es encontrado colgado de un puente, asesinado. Dexter se pone ansioso al ver a Powell, por lo que Harry lo envía a otra escena del crimen; Dexter comienza a hacerse amigo del oficial de policía Clark Sanders. Debra desarrolla una rivalidad con una compañera de equipo después de convertirse en capitana. Dexter encuentra a su nueva víctima, Mad Dog, un sicario de la mafia; Dexter encuentra evidencia potencial en la casa de Mad Dog. La relación de Harry y Debra sigue siendo tensa. Dexter impresiona a algunos compañeros de equipo después de resolver un crimen, pero no a LaGuerta. Dexter reúne evidencia de Mad Dog y se la muestra a Harry, y Harry le permite matarlo. Debra comienza a ver a un hombre llamado Gio. Dexter hace un viaje en barco con Mad Dog. Dexter, en la casa de Mad Dog, lo incapacita, pero este se despierta y huye; durante la persecución Mad Dog es atropellado por un coche y muere.                                                                             |                                                               |                 |                                                                                           |                           |
| 5 | «F Is for Fuck-Up» «F de fastidio»                            | Michael Lehmann | Alexandra Franklin y Marc Muszynski                                                       | 3 de enero de 2025        |
| Años antes, Harry y Laura seguían teniendo relaciones sexuales. Un día, al volver a casa, Doris le revela a Harry que está embarazada. En el presente, tras el incidente con Mad Dog, Dexter tiene poco tiempo para deshacer su plan de matarlo; la policía irrumpe en la casa, pero no encuentra a Dexter. Al volver, Harry reprende a Dexter por su imprudencia con Mad Dog y le prohíbe matar o ir a trabajar. Debra descubre que Dexter ha estado comiendo sus brownies de marihuana para el equipo. Debra come un brownie, pasan el día juntos y reconectan. Dexter, gracias a Tanya, descubre la etorfina, un sedante que le permite dormir a sus víctimas todo el tiempo que necesite. El trabajo de Harry corre peligro cuando arruina un juicio, y Levi Reed, un asesino, es liberado; Spencer lo mantiene, pero lo retira del caso de Jimmy. Harry y Dexter dejan a Debra abandonada, y ella va sola a la tumba de su madre. Pasa el día con Gio y mantienen relaciones sexuales. Harry intenta matar a Reed, pero Dexter lo seda; Dexter lo usa como prueba para su nuevo método. Dexter quiere matar a Reed y se lo sugiere a Harry, a lo que Harry accede sin dudarlo.                                                                 |                                                               |                 |                                                                                           |                           |
| 6 | «The Joy of Killing» «El placer de matar»                     | Michael Lehmann | Terry Huang                                                                               | 10 de enero de 2025       |
| Hace años, Laura comenzó a cansarse de la larga duración del caso. Cuando nació Debra, Doris le dijo a Harry que sabía de su aventura y que no podía seguir haciéndolo. En el presente, el hijo de Spencer, Nicky, es secuestrado por el asesino de Jimmy. Debra obliga a Dexter a encontrarse con Gio en una cita doble, acompañado por Sofía. En la escena del crimen, Dexter teoriza que ciertos asesinatos están conectados, con el asesino buscando un método que lo satisfaga; LaGuerta rechaza la teoría. Spencer es informada de que su hijo ha sido secuestrado; la policía teme que Spencer esté en el caso. Dexter comienza a observar a Reed. Dexter va a la cita doble, demostrando su ineptitud social; Sofía le practica sexo oral a Dexter. LaGuerta comienza a creer la teoría de Dexter. Dexter seda y mata a Reed; Dexter se convierte en un asesino en serie. Con Spencer tenso, Harry lo consuela. Cuando Dexter va a deshacerse de Reed, se encuentra con la policía en el pantano, quienes han encontrado la mano de Ferrer. |                                                               |                 |                                                                                           |                           |
| 7 | «The Big Bad Body Problem» «El gran problema del cuerpo»      | Monica Raymund  | Katrina Mathewson y Tanner Bean                                                           | 24 de enero de 2025       |
| Hace años, Harry obliga a Laura a continuar la operación. Laura se reúne con Estrada y parece ser un éxito; Estrada ordena que la mantengan bajo vigilancia. En el presente, Dexter entra en la escena del crimen del pantano, donde están presentes LaGuerta y Masuka; Dexter le da la mano de Ferrer a un caimán, alegando que lo atacó. Dexter se deshace de Reed en un contenedor de basura. Sofía deja a Dexter, pensando que la está engañando; Sofía se enoja con Debra cuando esta no la apoya. LaGuerta le cuenta a Spencer sobre la teoría del asesino en serie, y Spencer les permite investigar. Nicky ataca al captor, pero falla, y el captor le corta el dedo. Debra golpea a Tiffany y es expulsada del equipo; Debra se va con Gio a pesar de la reticencia de Harry. Dexter comienza a buscar un lugar para tirar a sus víctimas. El departamento recibe el dedo y confirma que es de Nicky; Dexter descubre posible sangre del asesino. Dexter descubre una herida en Spencer y deduce que es el asesino. Spencer compra cereales, los que el captor da a Jimmy y Nicky. |                                                               |                 |                                                                                           |                           |
| 8 | «Business and Pleasure» «Negocios y placer»                   | Monica Raymund  | Guion de: Mary Leah Sutton Historia de: Mary Leah Sutton y Johanna Ramm                   | 31 de enero de 2025       |
| 9 | «Blood Drive» «Donación de sangre»                            | Michael Lehmann | Guion de: Scott Reynolds Historia de: Scott Reynolds y Alexander Kellerman                | 7 de febrero de 2025      |
| 10 | «Born This Way» «Código azul»                                 | Michael Lehmann | Guion de: Clyde Phillips Historia de: Clyde Phillips, Alexandra Franklin y Marc Muszynski | 14 de febrero de 2025     |
| Durante años, Brian pasó por varios hogares de acogida, cada uno con problemas, hasta que finalmente fue admitido en una institución mental. Durante una sesión de terapia, el Dr. Petrie le prohíbe ver a Dexter, así que Brian lo mata y se va. Dexter sigue a Spencer a un barco donde Nicky está retenido. Dexter llama su atención y Spencer intenta matarlo, pero no lo logra. Spencer comienza a inundar la celda de Nicky y le da a Dexter la opción de salvarlo o perseguirlo; Dexter salva a Nicky y Spencer huye. Harry va con LaGuerta a la escena del crimen de Barb y ve a Brian en la distancia. Harry confronta a Brian sobre los asesinatos y su deseo de estar con Dexter e intenta detenerlo, pero Brian afirma que solo puede matarlo; Harry no puede y Brian lo noquea. Spencer va a la casa de Becca para matarla, sabiendo que Nicky no es su hijo, pero Dexter lo noquea. En un bote, Dexter mata a Spencer y lo arroja al mar. Harry se queja de que Spencer lo cegó, pero Dexter lo confronta. Bobby sale del hospital. En una cena, Debra anuncia que quiere ser policía, y la familia celebra junta, con Brian observando a lo lejos.                                                                                   |                                                               |                 |                                                                                           |                           |

## Producción

### Desarrollo
El 6 de febrero de 2023, Showtime ordenó la producción de una precuela de Dexter, titulada Dexter: Origins creada por Clyde Phillips. Más tarde se retituló como Dexter: Original Sin y constó de 10 episodios. Se espera que Phillips, que ejerce de showrunner, también sea productor ejecutivo junto a Scott Reynolds, Michael C. Hall, Mary Leah Sutton, Tony Hernandez y Lilly Burns, con Robert Lloyd Lewis como productor. Las productoras involucradas en la serie son Showtime Studios y Counterpart Studios.
En marzo de 2025, el showrunner Clyde Phillips comentó sobre una segunda temporada: "La verdad es que no lo sé. Estoy ocupado rodando Dexter: Resurrección y no he estado pensando en la próxima temporada de Pecado original. Ya veremos". Los miembros del reparto han dicho que estarían dispuestos a volver para otra temporada. "Me lo pasé genial haciendo esto y todos los involucrados son increíbles. Tener a Clyde [Phillips], el showrunner original, involucrado y que siga haciéndolo, y el reparto también fue genial, me sentiría muy afortunado de volver", dijo Patrick Gibson. El 1 de abril de 2025, la serie fue renovada para una segunda temporada en Paramount+ y Showtime.

### Casting
El 23 de mayo de 2024, Patrick Gibson, Christian Slater, y Molly Brown fueron elegidos para los papeles protagónicos. En junio de 2024, James Martinez, Christina Milian, Alex Shimizu, Reno Wilson, y Patrick Dempsey se unieron al reparto principal de la serie, mientras que Sarah Michelle Gellar fue elegida como estrella invitada especial. El 11 de julio de 2024, Joe Pantoliano, Brittany Allen, Randy González, Aaron Jennings, Raquel Justice, Jasper Lewis, Carlo Méndez, Isaac González Rossi y Roberto Sánchez fueron elegidos para papeles recurrentes. El 26 de julio de 2024, en la Comic-Con de San Diego durante el panel de Dexter: Original Sin, se anunció que Michael C. Hall narrará la voz interior de un joven Dexter Morgan. El 14 de agosto de 2024, Amanda Brooks se unió al reparto de forma recurrente. El 20 de septiembre de 2024, Eli Sherman, London Thatcher y Sarah Kinsey se unieron al reparto en roles no revelados.

### Rodaje
El rodaje de la serie comenzó el 5 de junio de 2024 en Miami. En agosto de 2024, se informó de que el rodaje se trasladó a Los Ángeles.

## Estreno
Dexter: Pecado original se estrenó el 13 de diciembre de 2024 a través de Paramount+ with Showtime.

## Recepción
Tras su estreno, Dexter: Pecado original se convirtió en el estreno de Showtime más visto en streaming, con más de 2,1 millones de espectadores multiplataforma en todo el mundo.
En el sitio web del agregador de reseñas Rotten Tomatoes la serie tiene un índice de aprobación del 70%, basándose en 20 reseñas con una calificación media de 6.6/10. El consenso de críticos del sitio web dice: «Original Sin se preocupa menos de inyectar sangre fresca que de revivir una fórmula probada y comprobada, lo que la convierte en una precuela lo suficientemente sólida como para rascar la picazón de Dexter con un bisturí.» En Metacritic, tiene una puntuación media ponderada de 50 de 100, basada en 6 reseñas, indicando reseñas «mixtas o promedio».